# Majláthfalva
Majláthfalva (románul Mailat) falu Romániában, Arad megyében, a bánsági részen, Harangod folyó bal partján.

## Fekvése
1819-ben temesközi (bánsági) és Csanád vármegyei gazdák és dohánykertész családok alapították a községet a Harangod folyó bal partján. A hely már lakott volt, Túregyháza de Serfesd elnevezés is előfordult. Vinga és Fönlak községektől nyugatra fekszik. A községtől délkeletre voltak a Bezdán-, Szőke-, Sörös- és a gróf Woracziczky-tanyák. A lakosok a rokonságot sokáig fenntartották a bánáti szajáni, magyarcsernyei és a Csanád vármegyei szőregi és makói rokonokkal.
Szomszédos falvak:
Monostor, Fönlak (Fönlaki vár), Szentpéter (Németszentpéter), Zádorlak, Kétfél, Vinga, Ság (Mezőság) III.Károly király rendelkezett aprotestánsok kitelepitéséröl házaikból.

## Nevének eredete
A község a nevét gróf Mailáth György országbíró (1786–1861) emlékezetére kapta a Majláthfalva nevet. A földet báró Izdenczy József földbirtokostól bérelték, később örököse, gróf Woracziczky János lett a földbirtokos. A környező községek már a középkorban is léteztek, nevük ma is ugyanaz. A pápai tized jegyzékekben megtalálhatóak a régi földbirtokosok nevei is.

## Története

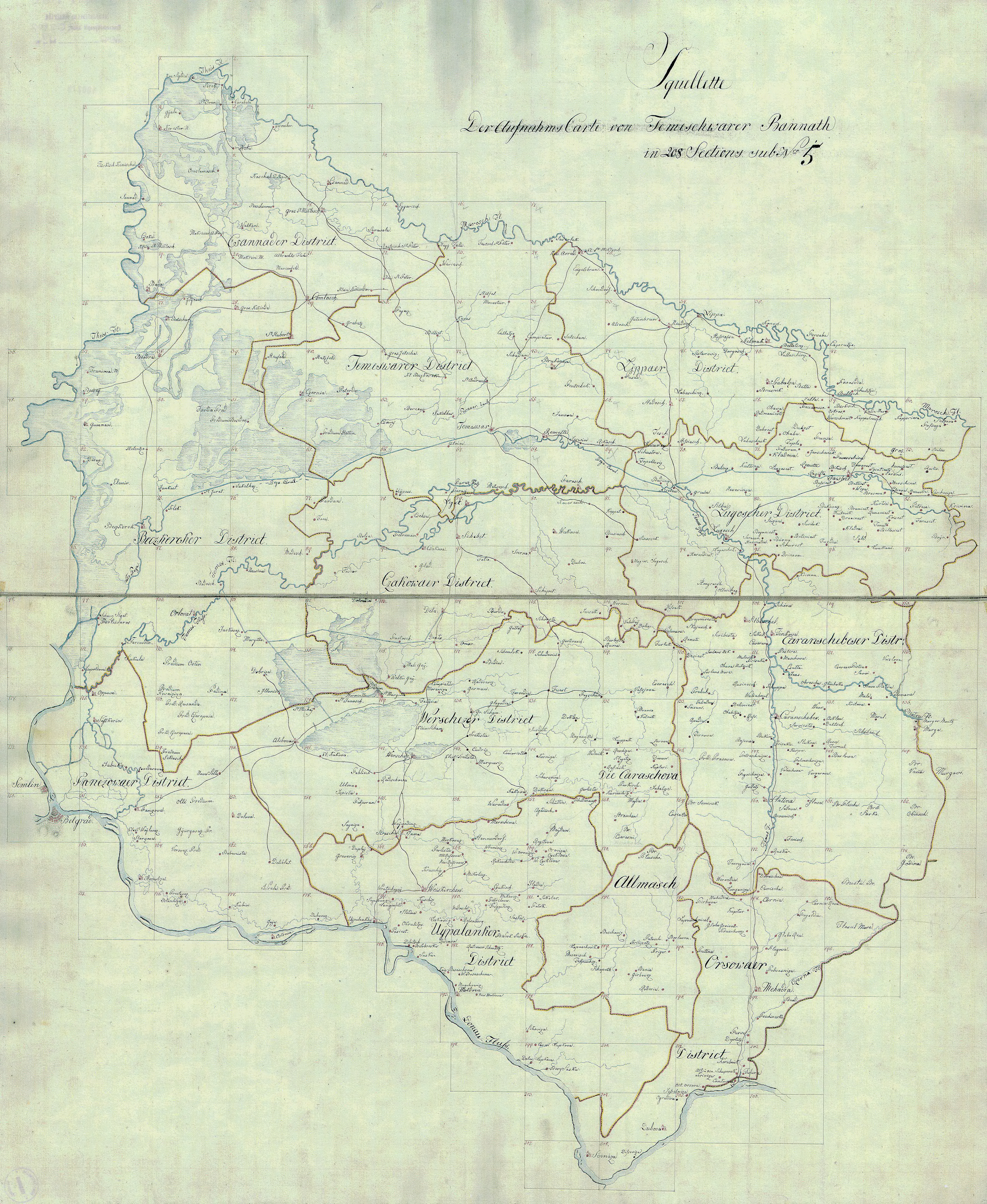
A jozefiniánus térkép Bánátról, 1769-72.

A Temesközből, a Maros bal partjáról, a török csapatok 1716-ban harc nélkül kivonultak. Temesváron 100 szekeret is kaptak a császáriaktól, hogy Belgrádig menjenek. Ez jelentette a török hódoltság végét. A Temesköz azonban a császári hadsereg parancsnoksága alatt maradt még 60 évig, akik német nyelvű lakosságot telepítettek az őshonos lakosság falvaiba. A temesközi magyar földbirtokosok földjeit elvették és egy részét a telepeseknek adták: 24 hold szántót, 6 hold kaszálót-legelőt, szekeret és igavonó állatokat, útiköltséget, 10 év adómentességet és kiürített telkeket.
1781-ben a magyar nagybirtokokat a császári kamara eladta, a hozzájuk járó magyar honosítással és grófi címekkel együtt. 1778-ban a Temesközt visszacsatolták a magyar közigazgatásba. Mercy gróf, a Temesköz katonai parancsnoka által végrehajtott lakás- és lakossági összeírás (népszámlálás) szerint 1723–25-ben a temesközi őshonos lakosság száma nem egyezik a térképen feltüntetett házak számával. Majláthfalva mellett Vinga, Monostor és Túregyháza falvak lakatlan helyként vannak beírva. A korabeli katonai térképek mára nyilvánosan elérhetőek az interneten is. A térképeken láthatóak a községek régi házai, a térkép több házat mutat mint az összeírás. A terület sűrűn lakott, árvízmentes, földje fekete humusz. A lakosság többnyomásos gazdálkodást folytatott, azaz a terület nagyobb része művelt, a többi legelő.
Varjas településen 150 főt jegyzett a török nyilvántartás. Szatmárba a katolikus németek betelepítésekor az őshonos magyar lakosság helyben maradt, a Temesközben nem maradhattak, házaikba német és havasalföldi telepeseket költöztettek be. Az őshonos lakosok pusztákon, uradalmi birtokok szálláshelyein húzták meg magukat, A török hódoltság alatt a keresztények vallás gyakorlását megengedték. A magyarok nagy részben református vallásúak voltak a 16. századtól. A „szaladás” a majláthfalviaknak szomorú emlék, úgy mesélik, hogy 1849 februárjában rájuk tört a szomszéd falu, Kétfél szerb lakossága. Pécskára a Maroson túlra menekültek, a valóság azonban az, hogy az ellenforradalmárok kényszerítették a magyar falvak népét a Bánát elhagyására. Csak tavasszal térhettek vissza a kifosztott, felperzselt falvakba. 1849-ben, a szabadságharc leverése után Ferenc József császár a Temesközt szerb Bánátra (Banat) nevezte át, a bán tisztséget magának tartotta meg.
A köznyelvben mára a Bánság /Banat/ a használatos. 1857-ben népszámlálást tartottak (a szerbek szervezésében) Bánátban, lakossága nemzetiség szerint: szerb 431 863 fő, magyar 383 522 fő, román 372 060 fő, német 324 609 fő. Csanád várát és a várost az egykori ősi püspökséget és Fönlak várát a Maros folyó bal partján jó állapota ellenére a törökök kivonulása után a Habsburg katonaság, gróf Eotlingen császári tábornok vezetésével lerombolta. A Csanádi Püspökség ősi köveit széthordták. Fennmaradt azonban az őshonos lakosság a maros mindkét oldalán, az ő-ző nyelvjárást beszélők. Majláthfalva lakossága szintén e nyelvjáráshoz tartozik. A Habsburg katonai hatalom 60 évig, 1778-ig tartott, mialatt a magyarokat kitiltották a Bánságból. A császáriak katonai területként tartották nyilván; földjeit, bányáit eladták.
1879-ben épült a falu római katolikus temploma. 1900-ban a településnek megközelítőleg 2400 lakosa volt, és község rangra emelkedett.
Az elkövetkező évtizedekben a dolgos lakosság és a jó termő fekete föld jólétet és békességet hozott a sokszínű lakosságnak. Majláthfalván 1878. augusztus 15-én Mária napján felszentelték az új katolikus templomot, ez a búcsú napja. Elkészül az új iskola kollégiummal, a községháza, és téglával burkoltak minden utcát. A községben gazdakör, Hangya szövetkezet és négy vendéglő működött. Minden szükséges mesterségben volt mesterember. 1910-ben Majláthfalva lakossága 2400 fő volt. Közigazgatásilag Temes vármegyéhez tartozott 1920-ig, majd a trianoni békeszerződés következtében a falu román fennhatóság alá került.
Az  első világháború megakasztotta a fejlődést. 1920 után a Bánát nagyobb részét Romániához csatolták. A két világháború Bánát lakosságának kicserélődését hozta magával, ma a lakosság 2/3-a nem a Bánátban született. Majláthfalva szomszéd falvainak német lakossága – amint a többi bánáti német lakos is a 20. századi kálváriájuk során – kitelepült, vagy kitelepítették őket; a teljes lakosságcsere a 20. század végére befejeződött.
1965-ig Temes megyéhez tartozott, majd 1965-ben Arad megyéhez csatolták.

## Lakói

### Dohánykertészek
Vállalkozói rátermettséget és kitartó munkát igényelt a szerződött dohánykertészet, de egyben kitörést is jelentett a szegénységből. A Csanádi Egyházmegye népe, a Tisza és a Maros mindkét oldalán sokáig űzte ezt a foglalkozást. Majláthfalva lakossága nem államilag telepített, mint a volt szomszédos sváb falvak, akik idegenből jöttek, ingyen földet és kiürített házat kaptak. A majláthfalviak maguk bérelték a földbirtokostól a földet több évre dohány, búza és kukorica termesztésére. A házak úgy épültek, hogy 1-2 szakaszos dohánypajtát is magukba foglaltak. 1851-től a dohány állami monopólium lett. A dohányfinánc – az állami alkalmazott – a határban évente kimérte a területet. A kertészeket ellátta állami dohánymaggal, felügyelte a melegágyas palántanevelést, kiültetést, a gondos kapálást és a levelek érettségét. A dohányleveleket felfűzték, a dohánytűvel madzagra húzták, a két végére faágból készített kuka (kampó) volt kötve, így akasztották a szergyiára a pajtában szárításra. A finánc rendszeresen ellenőrizte a mennyiséget valamint a minőséget. Késő ősszel végezték a válogatást, csomózást, bálázást, majd következett a mázsálás, a dohány kifizetése. Szokás volt a gyerekeknek cukorkát, fügét és narancsot hozni a városból. A környező falvakat is Majláthfalva látta el vágott dohánnyal, ezt már profi kupecek intézték éjjel. Később a román állam úgy védekezett, hogy nem árusítottak cigarettapapírt, ez is csempész áru lett, Magyarországról hozták.

### Paprikakertészek
A 20. század második felében sokan áttértek a kalocsaihoz hasonló piros paprika termelésére. Majláthfalva lett az őrölt pirospaprikával Erdély ellátója, Székelyföldtől Nagybányáig ismerték, Temesváron állandó árusítóhely volt. Mint háztájit termelték, feldolgozása hasonlított a dohányra, a melegágyas palántaneveléssel kezdődött, a csöves paprikát is felfűzve szárították. A magot saját maguk válogatták. Paprikaőrléssel és értékesítéssel is többen foglalkoztak. A majláthfalvi őrölt pirospaprika márkanév lett.

## Településrészek

### Halastó
Mára a környékbeliek és az aradi és temesvári horgászok kedvelt helye. Az 1960-as években a kollektív gazdaság Szilágyi mérnök szorgalmazására a falu mellett a Harangod folyóra gátat épített, így egy több hektáros halastó keletkezett.

### Vinga
Vinga, Majláthfalva és Monostor ma egy községet alkot. A település 1965 óta Arad megyéhez tartozik. A nagy bánáti demográfiai változás Vingát, a volt járási székhelyet sem kerülte el. A 20. század elején a katolikus lakosság volt többségben, bolgárok, magyarok, németek, románok lakták a községet. 1892-ben Vinga központjában a tér nyugati oldalán megépült a neogótikus járási székház. A délre néző oldalon épült fel az impozáns, neogótikus, 62 m magas kéttornyú katolikus templom, belül magyar szentek díszítik, itt állították fel Szent István szobrát is. A tér közepén áll a Bánát legnagyobb szentháromság szoborcsoportja. A millennium alkalmából, állami költségen történt az építkezés a temesvári Csanádi Katolikus Püspökség gondnoksága alatt. 1892-ben szentelték fel, építészmérnöke Reiter Eduárd. 1903-ban mindhárom község katolikus hívőinek üdvözülésére felépült a Szentkút kápolna és keresztút-kálvária az ún. Szentkút forrásnál.
Mára Vinga község lakossága több mint 6000 fő, ebből 54% román, 20% magyar, 10% roma, 5,4% bolgár.

## Testvértelepülései
- Mauves, Franciaország
- Mezőkovácsháza, Magyarország